# Gruppteori
Gruppteori är inom abstrakt algebra, studiet av de algebraiska strukturer som kallas grupper.

## Historia

Gruppen av lösningar till ekvationen är ett exempel på en av de strukturer som Gauss behandlade.

Gruppteorin har fyra huvudsakliga inspirationsområden: polynomekvationer, talteori, symmetrier inom geometri och analysen. Gruppkonceptet fanns implicit närvarande i matematiken långt innan den moderna definitionen framkom. Redan 1770 lade Lagrange grunden i sin bok om polynomekvationer Réflexions sur la résolution algébrique des équations då han använde permutationer för att studera polynoms rötter och härledde en variant av Lagranges sats. Abel och Ruffini byggde vidare på dessa idéer och visade att det inte är möjligt att lösa polynomekvationer av grad fem eller högre med radikaler, Abel-Ruffinis sats.
Évariste Galois fortsatte att utveckla spåret som Lagrange, Abel och Ruffini börjat på och utvecklade den så kallade Galoisteorin och behandlade ekvationers lösbarhet utifrån den synvinkeln. Galois var även den förste att använda ordet "grupp" i en teknisk betydelse. För Galois var en grupp en mängd av permutationer som var sluten under sammansättning. Det tog dock lång tid innan Galois idéer spred sig, för även om han skrev ner dem kring 1830 publicerades de inte förrän 1846, långt efter Galois död, av Liouville.
Även Cauchy arbetade med permutationer och grupperna de bildade och publicerade sina resultat i ett flertal artiklar 1815 och 1844. Han införde bland annat notationen med parenteser för permutationer:
{\displaystyle {\begin{pmatrix}1&2&3\\3&2&1\end{pmatrix}}}
och bevisade exempelvis att varje permutation är en produkt av 3-cykler och undersökte delgrupperna till de symmetriska grupperna av ordning 3, 4, 5 och 6.
Galois och Cauchys idéer fördes samman av Jordan 1870 till Traité des substitutions et des équations algébriques, som även innehöll det mesta av Jordans egna verk inom gruppteori fram till 1870. I boken introduceras även begreppen homo- och isomorfi av grupper.
Från talteorin märks att Gauss i Disquisitones Arithmeticae 1801 införde ett flertal strukturer som är grupper, utan att använda terminologi från gruppteorin och utan att poängtera likheterna. Exempelvis beskrev Gauss mängden av alla rötter till ekvationen {\displaystyle z^{n}=1} och mängden av alla heltal som är relativt prima till n, modulo n, som båda bildar abelska grupper under multiplikation. Även Dirichlet och Kummer hittade gruppstrukturer inom talteorin. 1870 gjorde Kronecker en abstrakt definition av en struktur och härledde ett antal egenskaper hos den. Strukturen var ganska lik den moderna definitionen av en abelsk grupp, men vissa delar saknades.
Men, redan 1854 hade Arthur Cayley i sin artikel On the theory of groups, as depending on the symbolic equation {\displaystyle \theta ^{n}=1} gett den första abstrakta definitionen av en grupp:
| ” | A set of symbols {\displaystyle 1,\alpha ,\beta ,...} all of them different, and such that the product of any two of them (no matter in what order), or the product of any one them into itself, belongs to the set, is said to be a group En mängd av symboler {\displaystyle 1,\alpha ,\beta ,...} alla av dem skilda, och så att produkten av vilka som helst två av dem (i vilken som helst ordning), eller produkten av vilken som helst av dem med sig själv, tillhör mängden, kallas för en grupp. | „ |

Cayley tog också upp exempel på grupper, exempelvis kvaternioner och inverterbara matriser. Han bevisade även Cayleys sats, att varje grupp är isomorf med en permutationsgrupp, samt införde cayleytabellen.
Det skulle dock dröja till 1882 innan den moderna definitionen av grupp kom i bruk, då matematikern Walther von Dyck inkluderade existensen av inverser i definitionen.
1872 startade inom geometrin Felix Klein sitt erlangenprogram, där figurer som är invarianta under vissa grupper av avbildningar studerades och inom analysen studerade Sophus Lie kontinuerliga grupper, det som idag kallas Liegrupper. Dessa två projekt gav viktiga exempel på oändliga grupper, tidigare hade mestadels ändliga abelska grupper och permutationsgrupper studerats. Det ökade också bredden av gruppteorin till att inte gälla bara polynomekvationer och talteori utan även geometri, differentialekvationer och funktionsteori.
Gruppteorin har sedan gett inspiration till andra studieområden inom matematiken, som abstrakt algebra och representationsteori.

## Typer av grupper

### Permutationsgrupper
Permutationsgrupper var en av de första typerna av grupper som studerades. Givet en mängd X, så är mängden av alla bijektioner på X en grupp som kallas den symmetriska gruppen på X, betecknad SX. I allmänhet bildar varje mängd av bijektioner på X som är sluten under funktionssammansättning och inverstagning en grupp över X, dessa grupper kallas permutationsgrupper och alla permutationsgrupper över X är delgrupper till SX.

### Matrisgrupper
En matrisgrupp är en mängd av inverterbara matriser över en kropp som är sluten under inverstagning och matrismultiplikation. Exempel är allmänna linjära grupper och ortogonalgrupper. En matrisgrupp verkar på vektorrum genom att se matriserna som linjära avbildningar.

### Transformationsgrupper
Både permutationsgrupper och matrisgrupper verkar på något slags rum ch bevarar strukturen som finns i rummet (permutationsgrupper bevarar antalet element i mängder och matrisgrupper bevarar den linjära strukturen i vektorrum). Grupper som består av element som bevarar strukturen hos något underliggande rum på detta sätt kallas transformationsgrupper. Exempelvis studeras inom differentialgeometri grupper av diffeomorfier och homeomorfier verkandes på mångfalder.

### Abstrakta grupper
Grupper var i början konstruerade från "konkreta" element såsom tal, matriser eller permutationer, men i slutet av 1800-talet började man se gruppteori axiomatiskt och konstruerade grupper genom presentationer,  då man definierar en mängd S av generatorer och beskriver ett antal relationer R som dessa måste uppfylla. Gruppen G som uppfyller detta skrivs då
{\displaystyle G=\langle S|R\rangle .}
Exempelvis kan den cykliska gruppen med n element presenteras som
{\displaystyle \langle a|a^{n}=e\rangle }
där e är det neutrala elementet.